# 0.TO.10
《0.TO.10》是韓國男子音樂組合BIGBANG在2016年為慶祝出道10週年舉行的紀念活動，此次活動包括演唱會共造訪3個國家，7座城市，動員近140萬名觀眾進場觀賞。

## 概述

### 日本
2016年3月，所屬經紀公司YG娛樂宣佈旗下男子組合BIGBANG將舉行一系列出道10週年紀念活動與演唱會，而首場紀念演唱會則是在日本大阪長居陸上競技場舉行，起初決定於7月30日及31日開唱，預計將有11萬名歌迷前來觀賞，然而，因歌迷反應太熱烈，演唱會門票的需求多達45萬張，因此決定於7月29日再加開一場，29日到31日演唱會總計16萬5千張門票全數售罄。YG娛樂另外表示，三場的演唱會於表演期間，將在長居陸上競技場旁的長居球技場搭設大螢幕進行演唱會現場直播，此外，30日的演出也會在日本全國47都道府県共148所電影院同步轉播。
2016年7月28日，YG娛樂宣佈BIGBANG將於日本四大巨蛋展開10週年紀念演唱會《0.TO.10 - THE FINAL》，通過這次的巡演，BIGBANG成為日本歷史上第一個連續四年舉辦巨蛋巡演的海外藝人。此次的公演於11月5日在日本東京巨蛋拉開帷幕，並陸續在福岡、大阪、名古屋等城市的巨蛋運動場舉行，13場演出預計將吸引63萬名觀眾，最後選擇大阪京瓷巨蛋連續三天的公演做為安可演唱會，總計16場演出動員78萬名觀眾進場觀賞。9月7日，YG娛樂宣佈BIGBANG在日本《0.TO.10》的最終紀念活動，將於《0.TO.10 - THE FINAL》的巡演中同時舉行七場《BIGBANG Special Event -Hajimari No Sayonara-》見面會。
另外BIGBANG於2016年在日本進行共60場演唱會以共計動員近186萬名觀眾的驚人數值，創下該年日本巡演最多觀眾的紀錄。

### 韓國
2016年6月，宣佈BIGBANG將於8月20日於韓國首爾世界盃競技場舉行《0.TO.10》第二場紀念演唱會，門票於7月14日正式開賣，所有門票在開賣後30分鐘即銷售一空，而在9月18日於中國微影時代旗下票務平台小格娛樂進行的《0.TO.10》首爾場門票預售，售票平台累計訪問量達到198萬人次，同一時間在線人數高達158萬人次同時搶票，僅9分鐘門票全數售罄，巨大的門票需求，使得YG娛樂決定增售視野不佳的座位區門票，共5千個座位釋出，另外表示演唱會將透過中國騰訊QQ以及韓國NAVER V APP平台進行現場直播。此次的演唱會共吸引6萬5千名歌迷進場觀賞，成為在韓國舉辦的公演中動員最多觀眾的組合，另外演場會所產生的票房收入高達100億韓元（約新臺幣2億8千9百萬元；9百萬美元），《0.TO.10》一系列的紀念活動也將在2017年1月7日、8日於首爾高尺天空巨蛋以及1月21至22日在香港東九龍郵輪碼頭廣場舉行最終演唱會後正式落幕。

## 演唱歌單

### 日本
1. My Heaven
2. We Like 2 Party
3. Hands Up（英语：Big Bang 2 (album)）
4. Bad Boy（英语：Bad Boy (Big Bang song)）
5. Loser（英语：Loser (Big Bang song)）
6. Gara Gara Go!
7. Let's Talk About Love（勝利）
8. Strong Baby（勝利）
9. Wings（英语：D'slove）（大聲）
10. Look at Me, Gwisun（英语：D'scover）（大聲）
11. Joyful（英语：D'scover）（大聲 & 勝利）
12. Heartbreaker（英语：Heartbreaker (G-Dragon song)）（G-Dragon）
13. Crayon（G-Dragon）
14. High High（英语：High High）（GD&TOP）
15. Good Boy（英语：Good Boy (song)）（GD X TAEYANG）
16. Doom Dada（英语：Doom Dada）（T.O.P）
17. 眼，鼻，嘴（太陽）
18. 只看著我（英语：Solar (Taeyang album)）（太陽）
19. Ringa Linga（太陽）
20. If You（英语：If You (song)）
21. 一天一天（英语：Day by Day (Big Bang song)）
22. Bang Bang Bang（英语：Bang Bang Bang (Big Bang song)）
23. Fantastic Baby（英语：Fantastic Baby）
24. Sober（英语：Sober (Big Bang song)）

安可舞臺：
1. 最後的問候（英语：Last Farewell (Big Bang song)）
2. 紅霞（英语：Sunset Glow）
3. 謊言（英语：Lies (Big Bang song)）
4. 讓我聽你的聲音
5. Bae Bae（英语：Bae Bae）

- 7月29日的演唱會，GD&TOP演唱的是〈Knock Out〉而非〈High High〉

### 韓國
1. Heaven
2. We Like 2 Party
3. Hands Up
4. Bad Boy
5. Loser
6. Mapsosa, Fear, Lollipop, Gara Gara Go, Still Alive（DJ勝利）
7. Feeling（英语：Alive (Big Bang EP)）
8. Let's Talk About Love（勝利）
9. Strong Baby（勝利）
10. Wings（大聲）
11. Look at Me, Gwisoon（大聲）
12. Crooked（翻唱G-Dragon）（大聲 & 勝利）
13. Hearbreaker（G-Dragon）
14. Crayon（G-Dragon）
15. High High（GD&TOP）
16. Good Boy（GD X TAEYANG）
17. 裝作若無其事（T.O.P）
18. Doom Dada（T.O.P）
19. 眼，鼻，嘴（太陽）
20. 只看著我（太陽）
21. Ringa Linga（太陽）
22. If You
23. 一天一天
24. Bang Bang Bang
25. Fantastic Baby
26. Sober

安可舞臺：
1. 最後的問候
2. 紅霞
3. 謊言
4. Always
5. Bae Bae

### 韓國（終場高尺天空巨蛋演唱歌單）
1. Heaven
2. We Like 2 Party
3. Hands Up
4. Bad Boy
5. Loser
6. Fxxk It
7. Let's Talk About Love（勝利）
8. Strong Baby（勝利）
9. Wings（大聲）
10. Look at Me, Gwisoon（大聲）
11. Hearbreaker（G-Dragon）
12. Crayon（G-Dragon）
13. High High（GD&TOP）
14. Good Boy（GD X TAEYANG）
15. 裝作若無其事（T.O.P）
16. Doom Dada（T.O.P）
17. 眼，鼻，嘴（太陽）
18. 只看著我（太陽）
19. Ringa Linga（太陽）
20. If You
21. Last Dance
22. Bang Bang Bang
23. Fantastic Baby
24. Sober

安可舞臺：
1. 最後的問候
2. Feeling
3. 謊言
4. Always
5. Bae Bae
6. Girlfriend

## 嘉賓
- Choice37（英语：Choice37）（7月29日到31日日本長居陸上競技場場次，以及2017年1月21、22日香港東九龍郵輪碼頭戶外活動廣場場次）
- PSY（8月20日韓國首爾世界盃競技場場次）

## 巡演時間表
| 日期                                                          | 城市             | 國家/地區        | 演出場地                   | 上座數           |
| 0.TO.10 Concerts                                              | 0.TO.10 Concerts | 0.TO.10 Concerts | 0.TO.10 Concerts           | 0.TO.10 Concerts |
| ------------------------------------------------------------- | ---------------- | ---------------- | -------------------------- | ---------------- |
| 2016年7月29日                                                 | 大阪             | 日本             | 長居陸上競技場             | 165,000          |
| 2016年7月30日                                                 | 大阪             | 日本             | 長居陸上競技場             | 165,000          |
| 2016年7月31日                                                 | 大阪             | 日本             | 長居陸上競技場             | 165,000          |
| 2016年8月20日                                                 | 首爾             |                  | 首爾世界盃競技場           | 65,000           |
| 2016年11月5日                                                 | 東京             | 日本             | 東京巨蛋                   | 781,500          |
| 2016年11月6日                                                 | 東京             | 日本             | 東京巨蛋                   | 781,500          |
| 2016年11月19日                                                | 福岡             | 日本             | 福岡巨蛋                   | 781,500          |
| 2016年11月20日                                                | 福岡             | 日本             | 福岡巨蛋                   | 781,500          |
| 2016年11月25日                                                | 大阪             | 日本             | 大阪京瓷巨蛋               | 781,500          |
| 2016年11月26日                                                | 大阪             | 日本             | 大阪京瓷巨蛋               | 781,500          |
| 2016年11月27日                                                | 大阪             | 日本             | 大阪京瓷巨蛋               | 781,500          |
| 2016年12月2日                                                 | 名古屋           | 日本             | 名古屋巨蛋                 | 781,500          |
| 2016年12月3日                                                 | 名古屋           | 日本             | 名古屋巨蛋                 | 781,500          |
| 2016年12月4日                                                 | 名古屋           | 日本             | 名古屋巨蛋                 | 781,500          |
| 2016年12月9日                                                 | 福岡             | 日本             | 福岡巨蛋                   | 781,500          |
| 2016年12月10日                                                | 福岡             | 日本             | 福岡巨蛋                   | 781,500          |
| 2016年12月11日                                                | 福岡             | 日本             | 福岡巨蛋                   | 781,500          |
| 2016年12月27日                                                | 大阪             | 日本             | 大阪京瓷巨蛋               | 781,500          |
| 2016年12月28日                                                | 大阪             | 日本             | 大阪京瓷巨蛋               | 781,500          |
| 2016年12月29日                                                | 大阪             | 日本             | 大阪京瓷巨蛋               | 781,500          |
| 2017年1月7日                                                  | 首爾             |                  | 高尺天空巨蛋               | 64,000           |
| 2017年1月8日                                                  | 首爾             |                  | 高尺天空巨蛋               | 64,000           |
| 2017年1月21日                                                 | 九龍城           | 香港             | 東九龍郵輪碼頭戶外活動廣場 | 40,000           |
| 2017年1月22日                                                 | 九龍城           | 香港             | 東九龍郵輪碼頭戶外活動廣場 | 40,000           |
| BIGBANG Special Event -Hajimari No Sayonara-（Fans Meetings） |                  |                  |                            |                  |
| 2016年11月6日                                                 | 東京             | 日本             | 東京巨蛋                   | 221,000          |
| 2016年11月20日                                                | 福岡             | 日本             | 福岡巨蛋                   | 221,000          |
| 2016年11月26日                                                | 大阪             | 日本             | 大阪京瓷巨蛋               | 221,000          |
| 2016年12月4日                                                 | 名古屋           | 日本             | 名古屋巨蛋                 | 221,000          |
| 2016年12月11日                                                | 福岡             | 日本             | 福岡巨蛋                   | 221,000          |
| 2016年12月28日                                                | 大阪             | 日本             | 大阪京瓷巨蛋               | 221,000          |
| 2016年12月29日                                                | 大阪             | 日本             | 大阪京瓷巨蛋               | 221,000          |
| 2017年1月8日                                                  | 首爾             |                  | 高尺天空巨蛋               | —                |
| 總計                                                          | 總計             | 總計             | 總計                       | 1,381,000        |

## 人員列表
| 主要表演者 - 演唱/舞蹈/導演：BIGBANG（G-Dragon、T.O.P、太陽、大聲、勝利） 樂隊成員 - 音樂總監/電子琴樂手 1：Gil Smith II - AMD/Bass手：Omar Dominick - 鼓手：Bennie Rodgers II - 電子琴樂手 2：Dante Jackson - 吉他手：Justin Lyons - Pro Tools Programmer：Adrian "AP" Porter | 舞者 - HI-TECH： Park Jung Heon, Jung Byoung Gon, Kwon Young Deuk, Kwon Young Don, Lee Young Sang, You Chung Jae - CRAZY： Won Ah Yeon, Park Eun Young, Kim Min Jung, Kim Hee Yeon, Park Eun Chong, Kim Se Jin Music department, Visual & Concert - 演唱會導演：BIGBANG, Lee Jae Wook - 現場演出導演：Jeung Chi Young - 編舞導演：Lee Jae Wook - 視覺總監/造型師：Gee Eun |

## 相關演唱會影音專輯
- BIGBANG10 The Concert：0.TO.10 in Japan
- BIGBANG10 The Concert：0.TO.10 in Seoul
- BIGBANG10 The Concert：0.TO.10 -The Final-
- BIGBANG10 The Concert：0.TO.10 Final in Seoul

## 演唱會現場

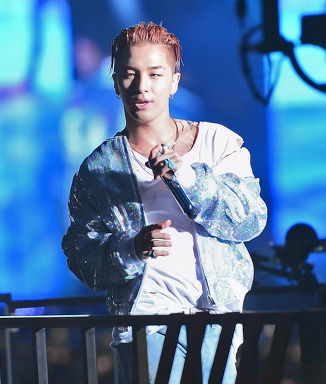
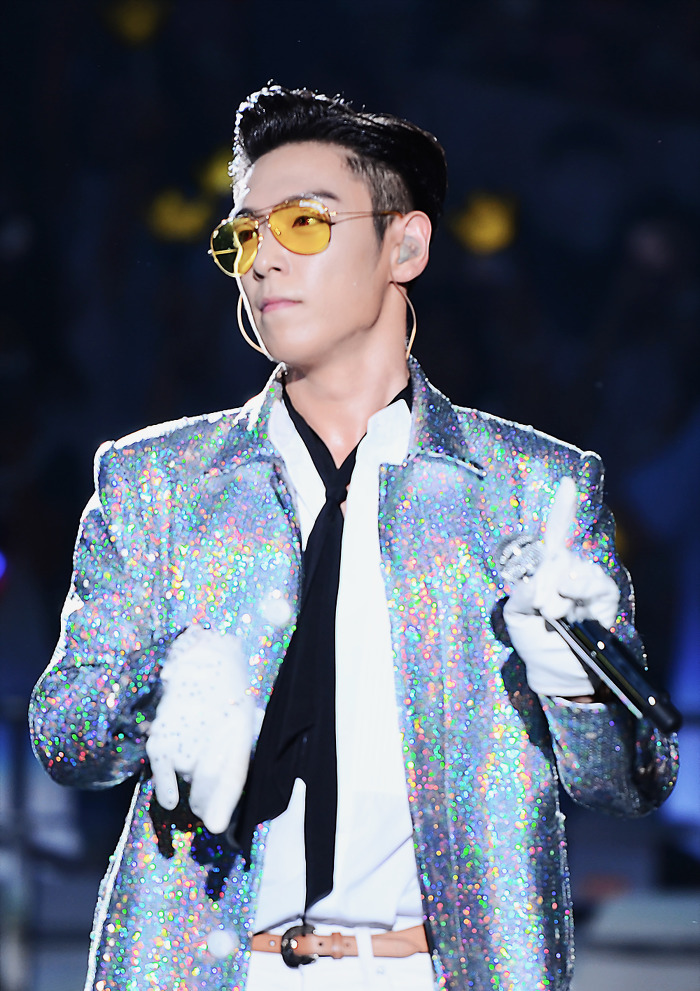
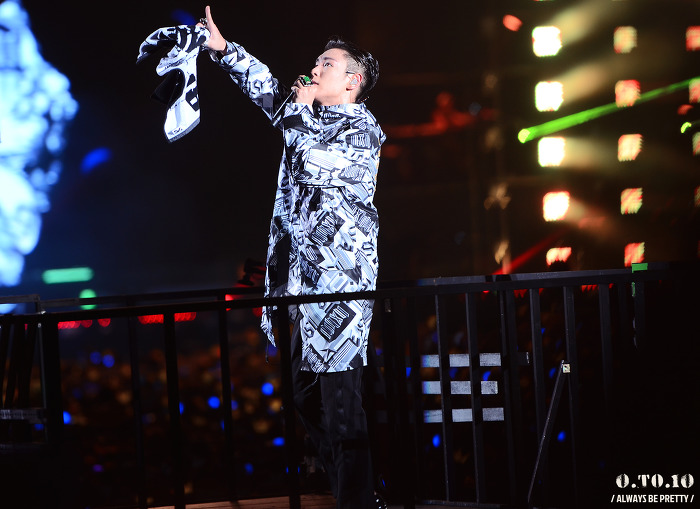
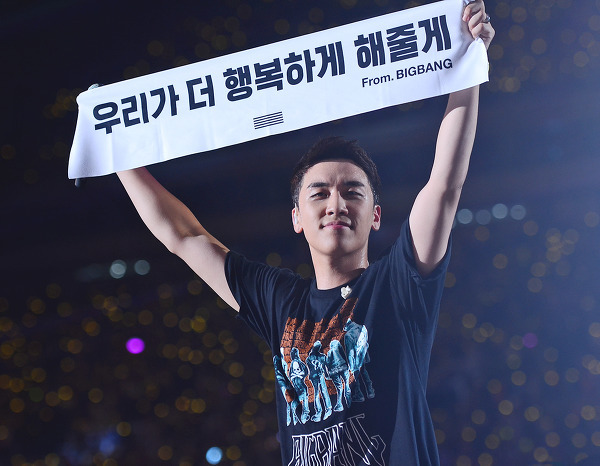
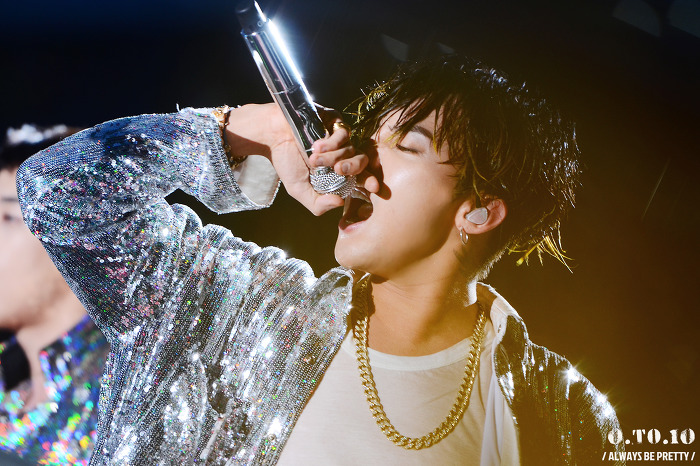
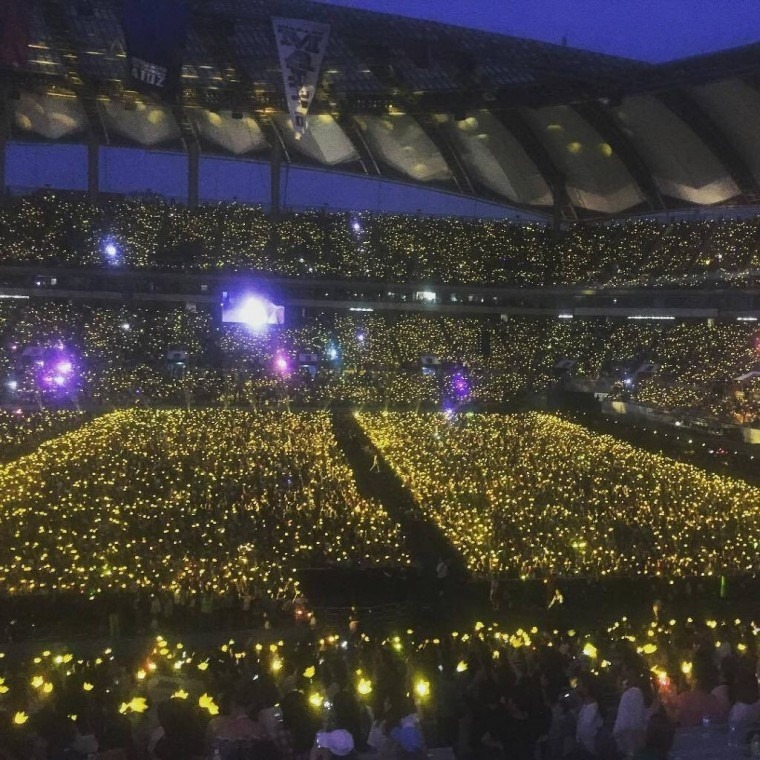
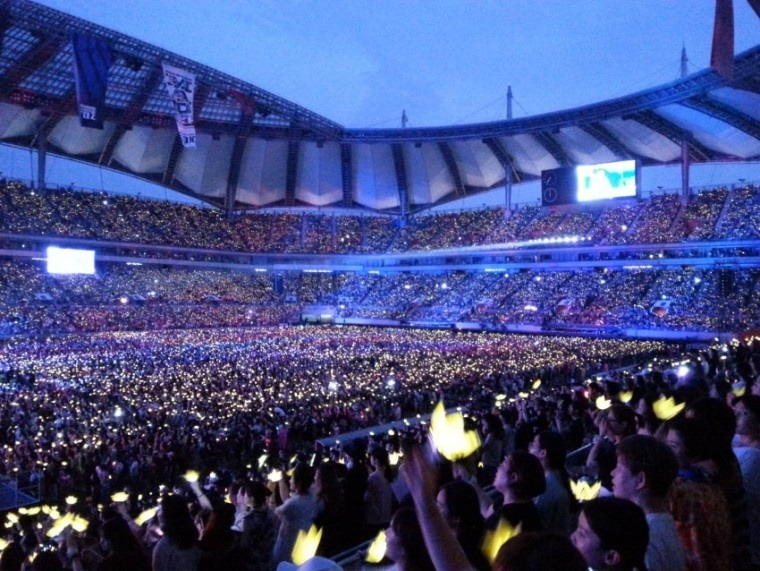
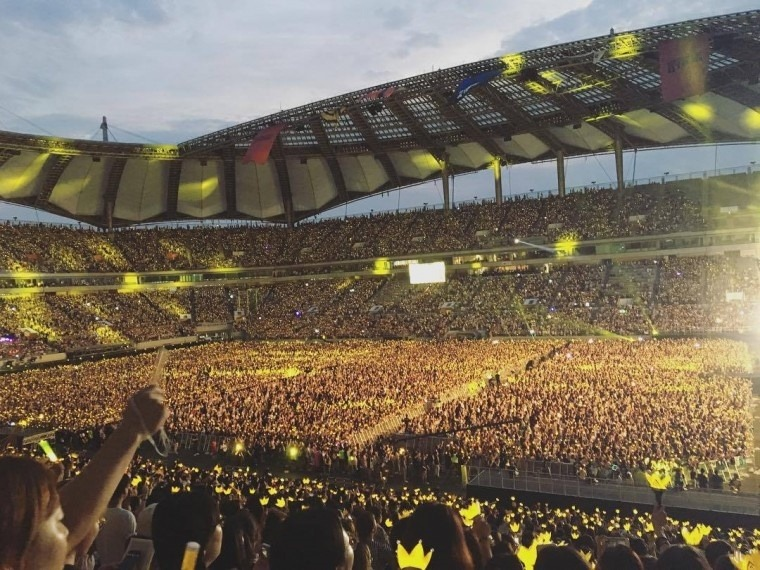
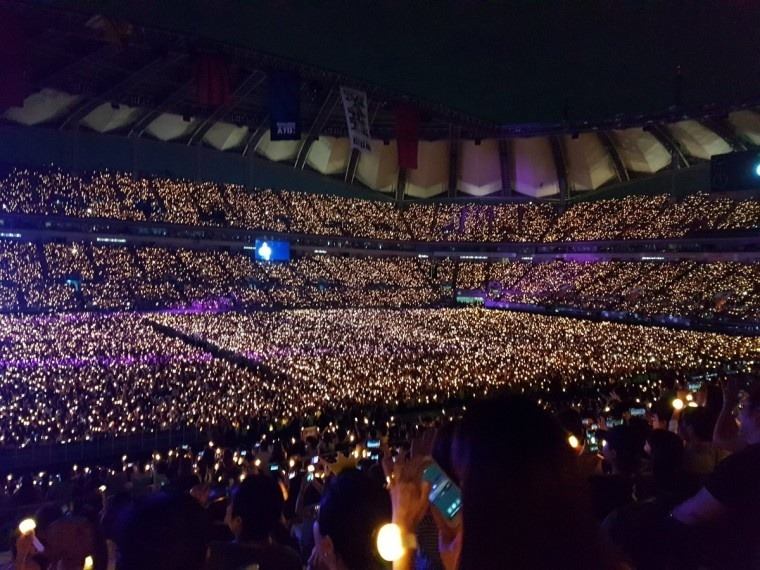
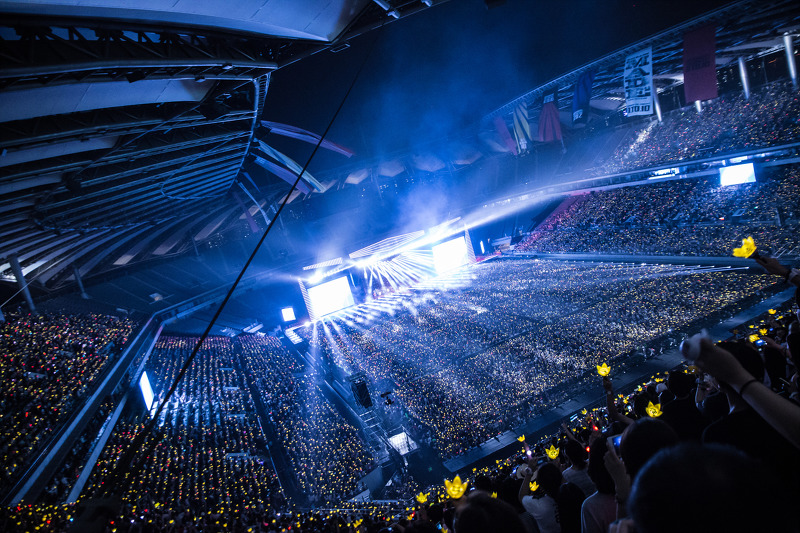
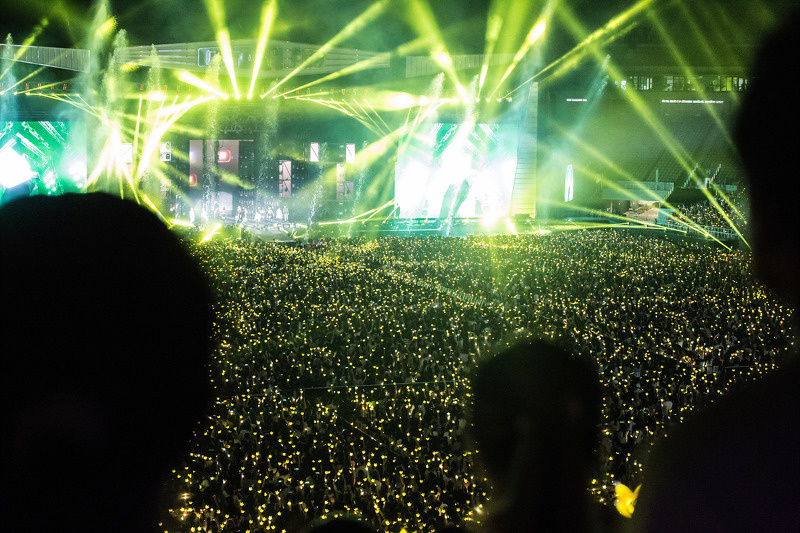
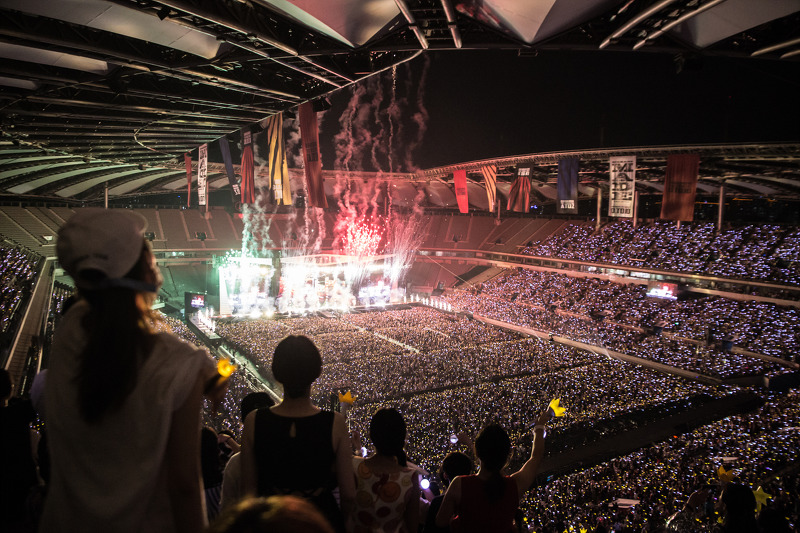

## 外部連結
- 韓國官方網站 
- 日本官方網站 （日語）